# Desmiphora maculosa
Desmiphora maculosa là một loài bọ cánh cứng trong họ Cerambycidae.